# Liste der Naturdenkmäler im Landkreis Lindau (Bodensee)
Die Liste der Naturdenkmäler im Landkreis Lindau (Bodensee) listet die Naturdenkmäler in den Städten, Märkten und Gemeinden im Landkreis Lindau (Bodensee) in Bayern auf.

## Grünenbach
In Grünenbach sind diese Naturdenkmäler verzeichnet.
| Bild | Nummer          | Bezeichnung             | Gemarkung                           | Lage                                                                                          | Beschreibung |
| ---- | --------------- | ----------------------- | ----------------------------------- | --------------------------------------------------------------------------------------------- | ------------ |
| BW   | 3 bzw. ND-06258 | 1 Buche                 | Flur Nr. 39, Gemarkung Grünenbach   | östlich der Kirche, ca. 10 m von der Friedhofsmauer entfernt. 47° 37′ 45″ N, 10° 0′ 39,5″ O   |              |
| BW   | 4 bzw. ND-06259 | 1 Eiche                 | Flur Nr. 37/3, Gemarkung Grünenbach | nordöstlich der Kirche, ca. 5 m von der Staatsstraße 1318. 47° 37′ 45,5″ N, 10° 0′ 38,9″ O    |              |
| BW   | 5 bzw. ND-06258 | 1 Linde „Friedenslinde“ | Flur Nr. 1/2, Gemarkung Grünenbach  | westlich der Kirche, ca. 6 m von der Friedhofsmauer entfernt. 47° 37′ 44,5″ N, 10° 0′ 36,5″ O |              |

## Hergensweiler
In Hergensweiler ist dieses Naturdenkmal verzeichnet.
| Bild | Nummer           | Bezeichnung | Gemarkung                             | Lage                                                                                | Beschreibung |
| ---- | ---------------- | ----------- | ------------------------------------- | ----------------------------------------------------------------------------------- | ------------ |
| BW   | 13 bzw. ND-06909 | 1 Linde     | Flur Nr. 335, Gemarkung Hergensweiler | nordöstlich des Orts, Weggabelung bei Wolfgangsberg 47° 36′ 49,5″ N, 9° 47′ 30,9″ O |              |

## Lindau (Bodensee)
In Lindau (Bodensee) ist dieses Naturdenkmal verzeichnet.
| Bild | Nummer   | Bezeichnung                 | Gemarkung | Lage                                                    | Beschreibung       |
| ---- | -------- | --------------------------- | --------- | ------------------------------------------------------- | ------------------ |
| BW   | ND-06269 | Findling in Lindau-Hochbuch |           | Hochbuch, Preisingerweg 47° 33′ 54,3″ N, 9° 41′ 12,8″ O | Geotop Nr. 776R006 |

## Lindenberg im Allgäu
In Lindenberg im Allgäu sind diese Naturdenkmäler verzeichnet.
| Bild                                                | Nummer           | Bezeichnung                        | Gemarkung                            | Lage                                                                                  | Beschreibung |
| --------------------------------------------------- | ---------------- | ---------------------------------- | ------------------------------------ | ------------------------------------------------------------------------------------- | --- |
| BW                                                  | 1 bzw. ND-06255  | 1 Eiche                            | Flur Nr. 377, Gemarkung Lindenberg   | 50 m südwestlich des Anwesens Staufner Straße 16 47° 36′ 0″ N, 9° 53′ 40,8″ O         | |
| BW                                                  | 12 bzw. ND-06267 | 1 Linde                            | Flur Nr. 272/6, Gemarkung Lindenberg | Hauptstraße 97/99, ca. 10 m östlich der Marienkapelle 47° 35′ 56,3″ N, 9° 52′ 53,2″ O | |
| Das Naturdenkmal Erratischer Block im Ellhofer Moos | ND-06270         | Erratischer Block im Ellhofer Moos |                                      | Ellhofer Moos 47° 36′ 4,9″ N, 9° 55′ 21″ O                                            | 0,295 ha, Geotop Nr. 776R002. Der 20 m lange, 8 m breite und 4 m hohe erratische Block aus von Calcitäderchen durchzogenem hellgrauem, norischem Kalkstein ist der größte Findling, der bisher im nördlichen Alpenvorland gefunden wurde. |

## Maierhöfen
In Maierhöfen ist dieses Naturdenkmal verzeichnet.
| Bild | Nummer   | Bezeichnung      | Gemarkung | Lage                                                                            | Beschreibung                                                         |
| ---- | -------- | ---------------- | --------- | ------------------------------------------------------------------------------- | -------------------------------------------------------------------- |
| BW   | ND-06268 | Steinlishoflinde |           | auf der Ludwigshöhe zwischen Maierhöfen und Isny 47° 41′ 2,2″ N, 10° 1′ 34,7″ O | 2005 gestutzte, noch 12 m hohe, hohle Sommerlinde mit 10,4 m Umfang. |

## Opfenbach
In Opfenbach ist dieses Naturdenkmal verzeichnet.
| Bild | Nummer          | Bezeichnung | Gemarkung                         | Lage                                                                  | Beschreibung |
| ---- | --------------- | ----------- | --------------------------------- | --------------------------------------------------------------------- | ------------ |
| BW   | 2 bzw. ND-06257 | 1 Linde     | Flur Nr. 799, Gemarkung Opfenbach | bei der Kapelle St. Wendelin in Heimen 47° 37′ 4,2″ N, 9° 49′ 54,9″ O |              |

## Scheidegg
In Scheidegg sind diese Naturdenkmäler verzeichnet.
| Bild | Nummer | Bezeichnung | Gemarkung                        | Lage                                                                                                  | Beschreibung |
| ---- | ------ | ----------- | -------------------------------- | --- | ------------ |
| BW   | 9      | 1 Linde     | Flur Nr. 789, Gemarkung Scheffau | unmittelbar südwestlich des landwirtschaftlichen Anwesens Lindenau 49 47° 33′ 12,6″ N, 9° 51′ 20,1″ O |              |
| BW   | 10     | 1 Linde     | Flur Nr. 857, Gemarkung Scheffau | unmittelbar an der Grenze zu Flur Nr. 789 47° 33′ 13,2″ N, 9° 51′ 22,9″ O                             |              |
| BW   | 11     | 2 Linden    | Flur Nr. 854, Gemarkung Scheffau | unmittelbar nordöstlich des landwirtschaftlichen Anwesens Bühl 37 47° 33′ 4,9″ N, 9° 51′ 16,8″ O      |              |

## Wasserburg (Bodensee)
In Wasserburg (Bodensee) sind diese Naturdenkmäler verzeichnet.
| Bild | Nummer          | Bezeichnung     | Gemarkung                           | Lage                                     | Beschreibung |
| ---- | --------------- | --------------- | ----------------------------------- | ---------------------------------------- | ------------ |
| BW   | 8 bzw. ND-06263 | 4 Wellingtonien | Flur Nr. 54/3, Gemarkung Wasserburg | Uferstraße 47° 34′ 4,2″ N, 9° 38′ 2,1″ O |              |
|      | 14              | Iriswiese       | Flur Nr. 2281, Gemarkung Wasserburg | Koordinaten fehlen! Hilf mit.            |              |

## Weiler-Simmerberg
In Weiler-Simmerberg sind diese Naturdenkmäler verzeichnet.
| Bild                   | Nummer          | Bezeichnung  | Gemarkung                              | Lage | Beschreibung |
| ---------------------- | --------------- | ------------ | -------------------------------------- | --- | --- |
| BW                     | 6 bzw. ND-06261 | 1 Linde      | Flur Nr. 220, Gemarkung Simmerberg     | auf dem Burgberg (Sinkenberg) bei Simmerberg, ca. 18 m südlich des Waldrandes 47° 35′ 27″ N, 9° 56′ 41,7″ O | |
| BW                     | 7 bzw. ND-06262 | 1 Linde      | Flur Nr. 61, Gemarkung Simmerberg      | Simmerberg 47° 35′ 3,1″ N, 9° 56′ 24,4″ O                                                                   | |
| Kellhoflinde in Weiler | ND-06256        | Kellhoflinde | Flur Nr. 57, Gemarkung Weiler i.Allgäu | Ortsmitte von Weiler, Kellhofplatz 47° 34′ 56,5″ N, 9° 54′ 54,6″ O                                          | Die etwa 400 Jahre alte und damals fast 30 m hohe Linde wurde 2006 deutlich gestutzt, um ein Zusammenbrechen zu verhindern. |